# Candiacervus
†Candiacervus – wymarły ssak z rodziny jeleniowatych. Żył na Krecie w plejstocenie. Spośród innych gatunków wyróżniały go specyficzne poroże oraz mała wielkość ciała. Najmniejszy gatunek, C. ropalophorus, osiągał 40 cm wysokości (osobnik dorosły). Jest to przykład ilustrujący zmniejszanie się rozmiarów osobników zamkniętych na wyspach w stosunku do ich krewnych ze stałego lądu. Te niezbyt duże stworzenia były blisko spokrewnione z takimi jak np. jeleń olbrzymi. Niektórzy naukowcy uważają nawet jednostkę Candiacervus za podrodzaj w rodzaju Megaloceras 
Zwierzę to charakteryzowało 8 różnych morfotypów, od wspomnianych już mierzących 40 cm do większych, dorastających 165 cm. Jest to efekt specjacji: zwierzęta dostosowały się do wszystkich dostępnych nisz ekologicznych. Najbardziej typowe są 2 najmniejsze formy o krótkich nogach, ale długich prostych porożach. Dzisiaj niszę tę zajmują dzikie kozy.

## Gatunki
- C. ropalophorus
- C. spp. IIa, b and c
- C. cretensis
- C. dorothensis
- C. rethymensis
- C. major